# Салакка
Салакка (лат. Salacca) — род растений семейства Пальмовые (Arecaceae), в состав которого входит около 20 видов, произрастающих в Индонезии, Малайзии, Мьянма, Таиланде, Китае, на Филиппинах, в северо-восточной части Индии.
Двудомные пальмы с очень коротким стволом. Листья длиной до 6—8 метров, c покрытыми колючками черешками. У большинства видов листья перистые, хотя имеются виды и с нерассечёнными листьями. Плоды овальные или грушевидные, с чешуйчатой кожурой, содержат 1—3 семени.
Плоды многих видов салакки съедобны. Наиболее известны плоды салака (Salacca zalacca), которые называют также «змеиными фруктами» за характерный вид кожуры, покрытой чешуйками, придающими ей сходство со змеиной кожей. Этот вид широко распространён в культуре в Юго-Восточной Азии, хотя за её пределы экспортируется редко.

## Виды
По информации базы данных The Plant List, род включает 22 вида:
- Salacca affinis Griff.
- Salacca bakeriana J.Dransf.
- Salacca clemensiana Becc.
- Salacca dolicholepis Burret
- Salacca dransfieldiana Mogea
- Salacca flabellata Furtado
- Salacca glabrescens Griff.
- Salacca graciliflora Mogea
- Salacca griffithii A.J.Hend.
- Salacca lophospatha J.Dransf. & Mogea
- Salacca magnifica Mogea
- Salacca minuta Mogea
- Salacca multiflora Mogea
- Salacca ramosiana Mogea
- Salacca rupicola J.Dransf.
- Salacca sarawakensis Mogea
- Salacca secunda Griff.
- Salacca stolonifera Hodel
- Salacca sumatrana Becc.
- Salacca vermicularis Becc.
- Salacca wallichiana Mart. — Ракум-салакка
- Salacca zalacca (Gaertn.) Voss — Салак